# Arctia villica
Arctia villica (Linnaeus, 1758) è una falena appartenente alla famiglia delle Erebidae, diffuso in Eurasia, e nel Nordafrica.

## Descrizione
Le ali, con una apertura alare, sia per gli esemplari maschi che per le femmine che, si aggira tra i 45 mm ai 60 mm, sono due: le anteriori sono nere o grigiastre con macchie biancastre, mentre le posteriori sono arancioni e rosse con piccole macchie nere. Il torace è nero e l'addome è rosso-arancio. Le antenne sono filiformi per le femmine e pettinate per i maschi.
Le crisalidi, a differenza degli esemplari adulti, sono scarlatti, per poi opacizzarsi fino a raggiungere un colorito più arancione con l'età. I bruchi sono neri con ciuffi di pelo marrone chiaro, mentre la testa e le zampe sono rossastre, la loro lunghezza si aggira intorno ai 12 mm.

## Biologia
Come le altre falene, gli esemplari di Arctia villica si possono vedere maggiormente nelle ore notturne, essendo attratte dalla luce, anche se le femmine volano anche di giorno. Durante l'arco della giornata, queste si trovano adagiate sulle foglie. Gli esemplari adulti di questa specie volano da marzo a luglio a seconda della posizione del loro habitat. I bruchi, di colore marrone e ricoperti di peli, si nutrono di una varietà di piante erbacee, principalmente tarassaco (Taraxacum), platano (Plantago), ortiche (Lamium e Urtica), achillea (Achillea), more (Rubus), fiordaliso (Centaurea) e fragole (Fragaria). Con l'arrivo della stagione invernale svernano, ma sono relativamente sensibili al gelo. Possono essere visti in primavera dopo il letargo mentre si nutrono o cercano luoghi adatti per riprodursi e pupare, anche se il mese più comune è quello di maggio.

## Distribuzione e habitat
Questa specie abita i boschi e preferisce le aree erbose e soleggiate, con una notevole presenza di cespugli e siepi. La sua distribuzione è prevalentemente in Eurasia, dalla penisola iberica in tutta l'Europa occidentale e meridionale, l'Anatolia, la Siberia occidentale, nel Medio Oriente e nel Nordafrica. In Italia è diffusa in tutto in territorio, con casi confermati in quasi tutte le province.

## Galleria d'immagini

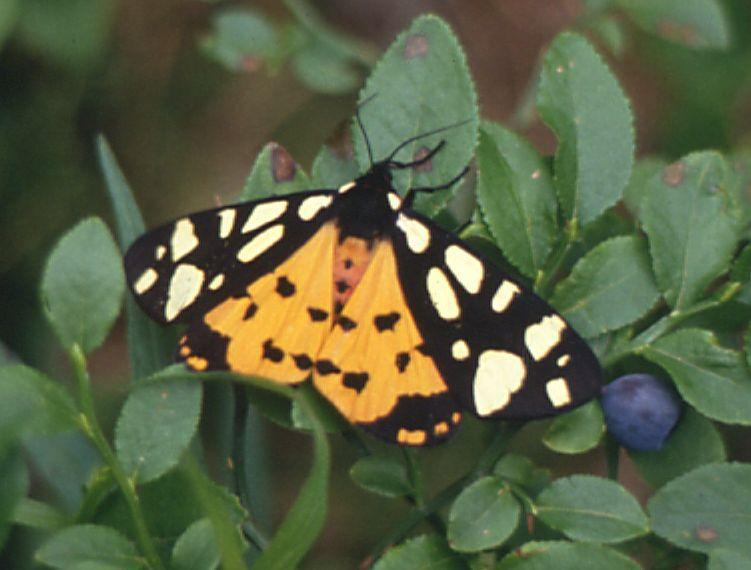
Esemplare adulto con ali aperte
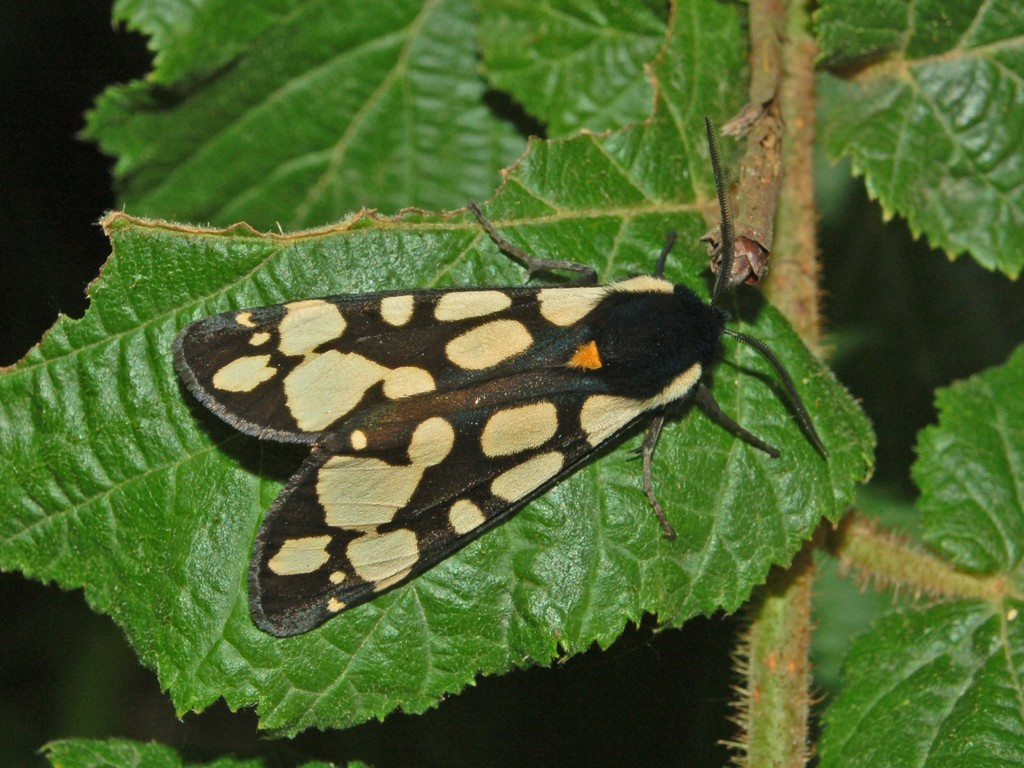
Esemplare adulto con ali chiuse
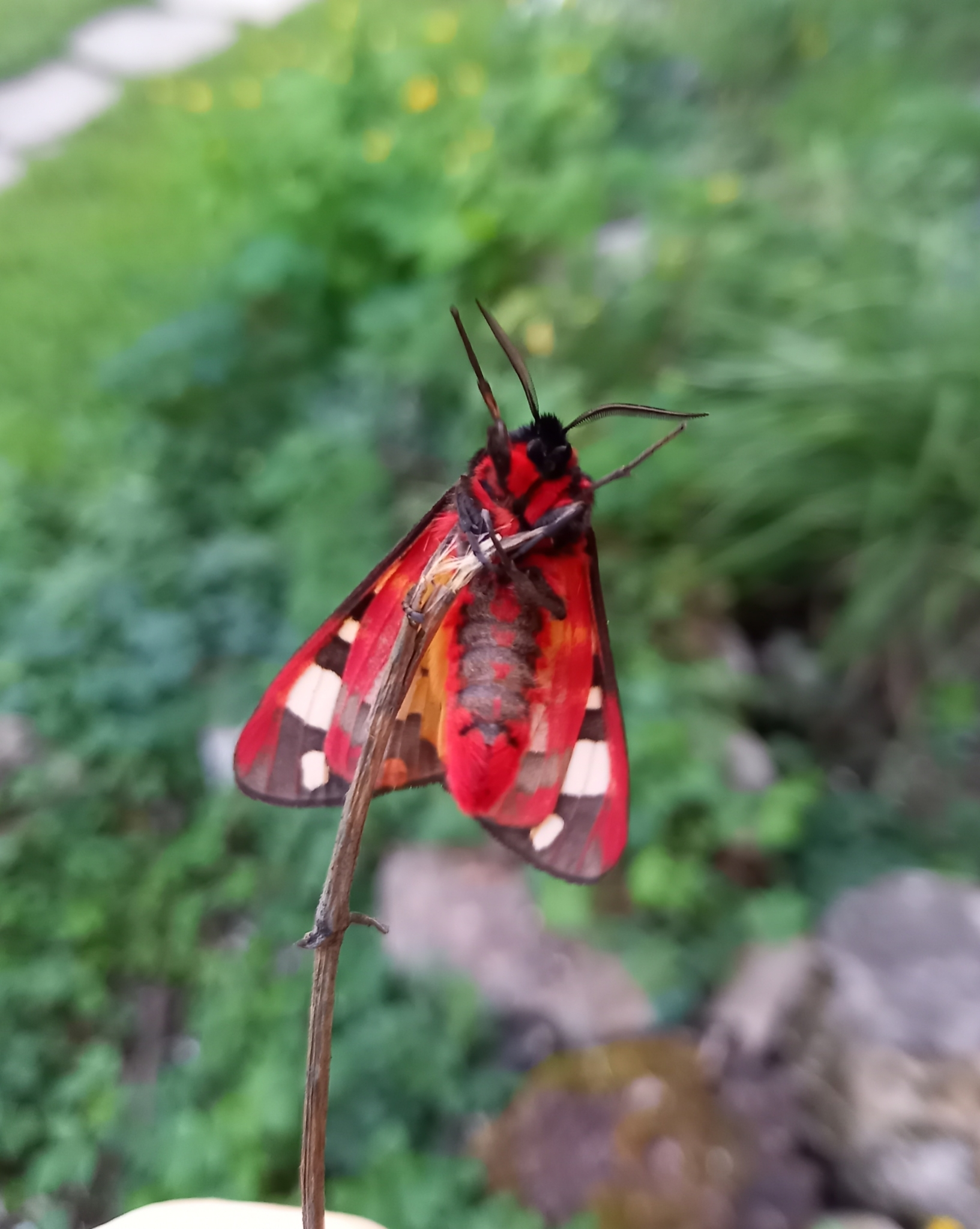
Vista posteriore di un esemplare adulto
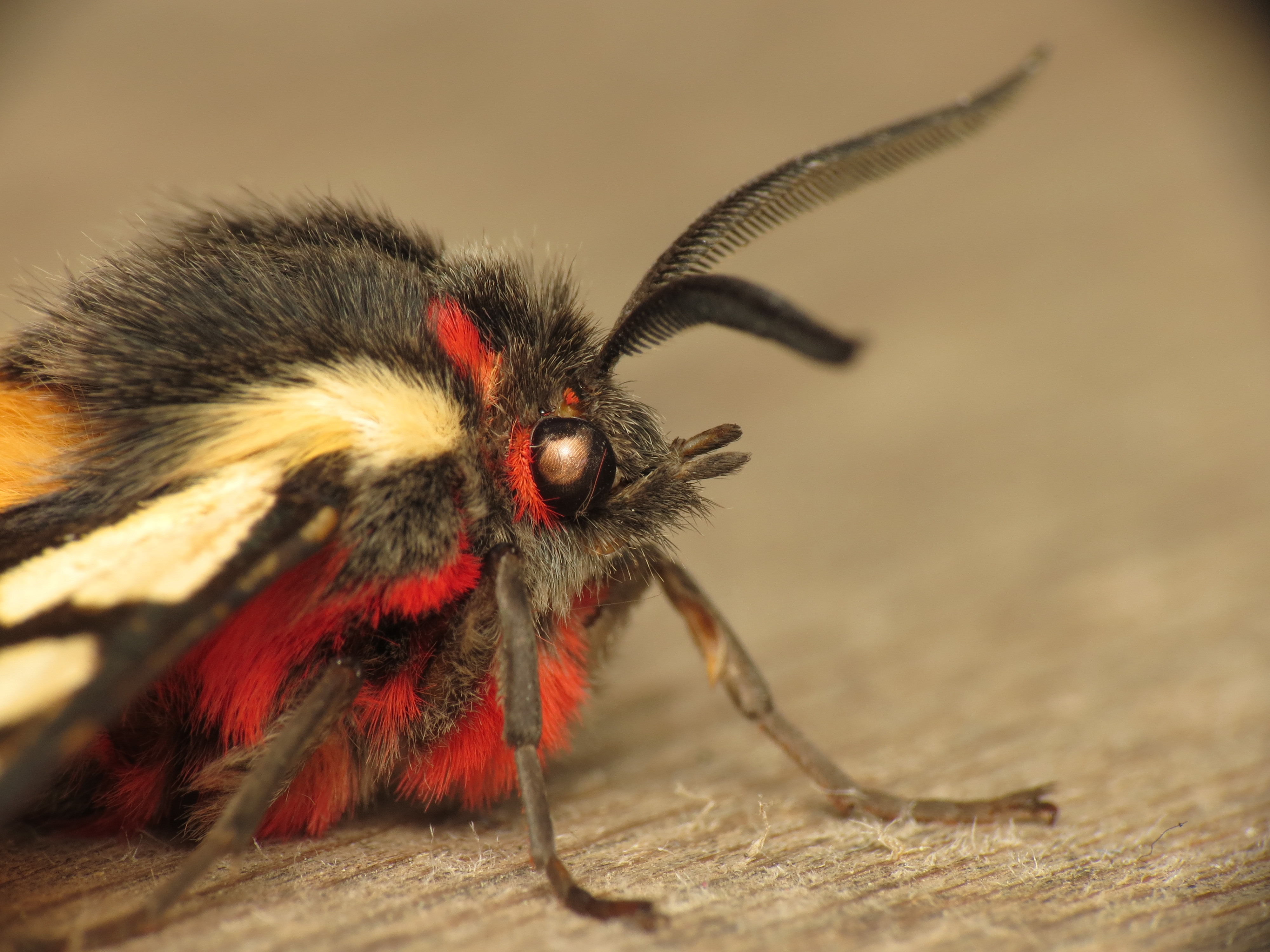
Vista del muso
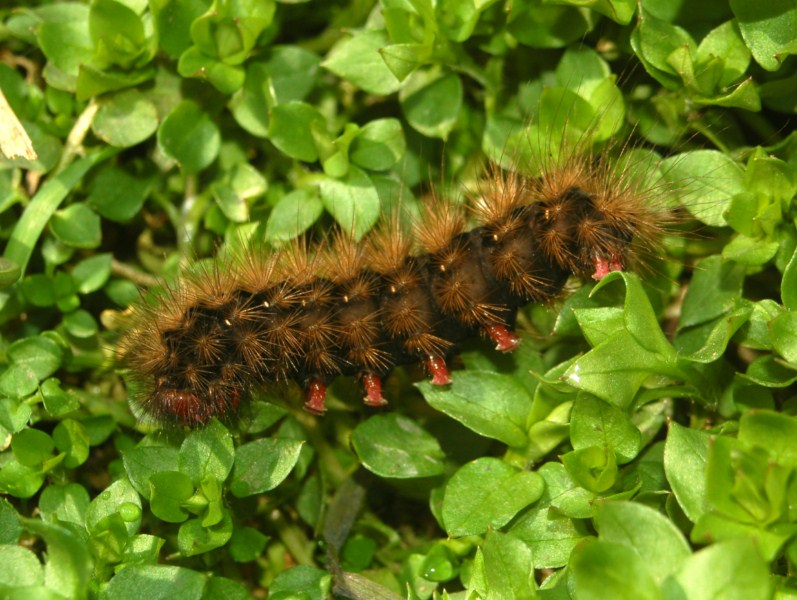
Esemplare larvale
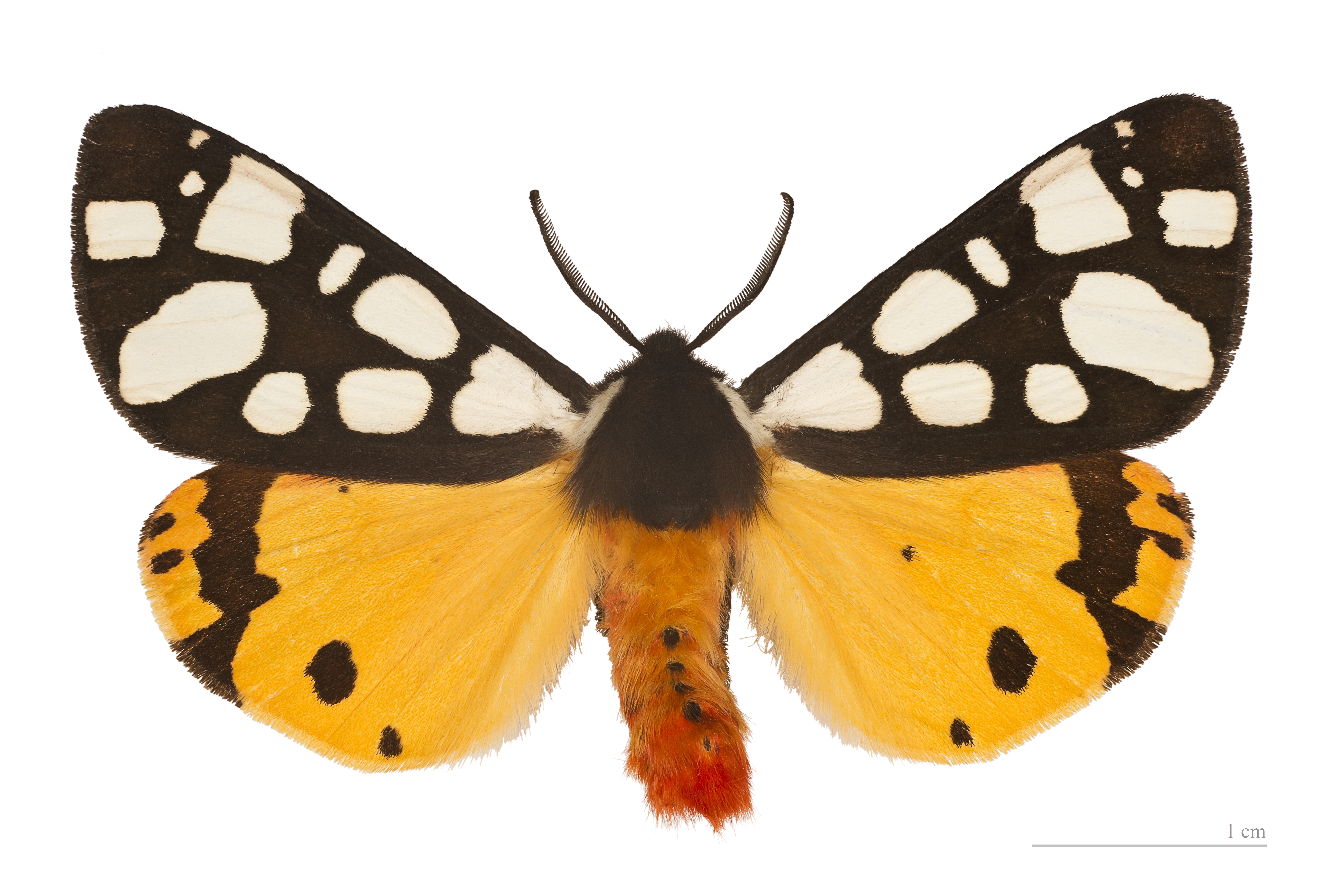
Vista anteriore di un esemplare museale
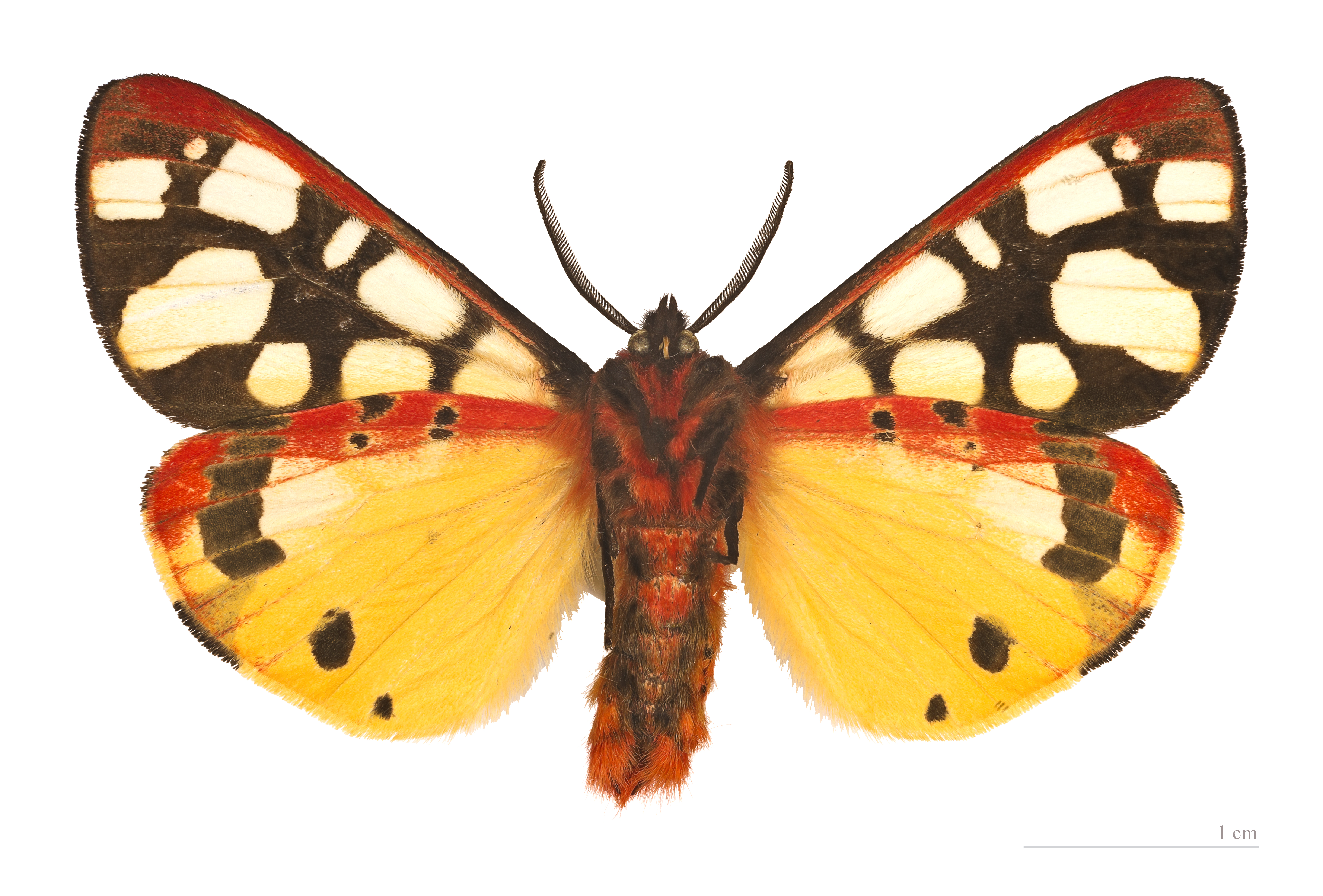
Vista posteriore di un esemplare museale